# Métropole d'Iérissos, de la Sainte-Montagne et d'Ardaméri
La Métropole d'Iérissos, de la Sainte-Montagne et d'Ardamérion (en grec byzantin : Ιερά Μητρόπολις Ιερισσού, Αγίου Όρους και Αρδαμερίου) est un évêché du Patriarcat œcuménique de Constantinople autorisé provisoirement à participer à la vie synodale de l'Église orthodoxe de Grèce. Contrairement à ce que pourrait laisser supposer sa dénomination officielle, cette métropole n'exerce aucune autorité sur le territoire du mont Athos qui a une frontière commune avec son diocèse. Elle a son siège à Arnéa. Son territoire s'étend sur le nord et sur l'est de la Chalcidique et sur une portion au sud du district régional de Thessalonique.

## La cathédrale

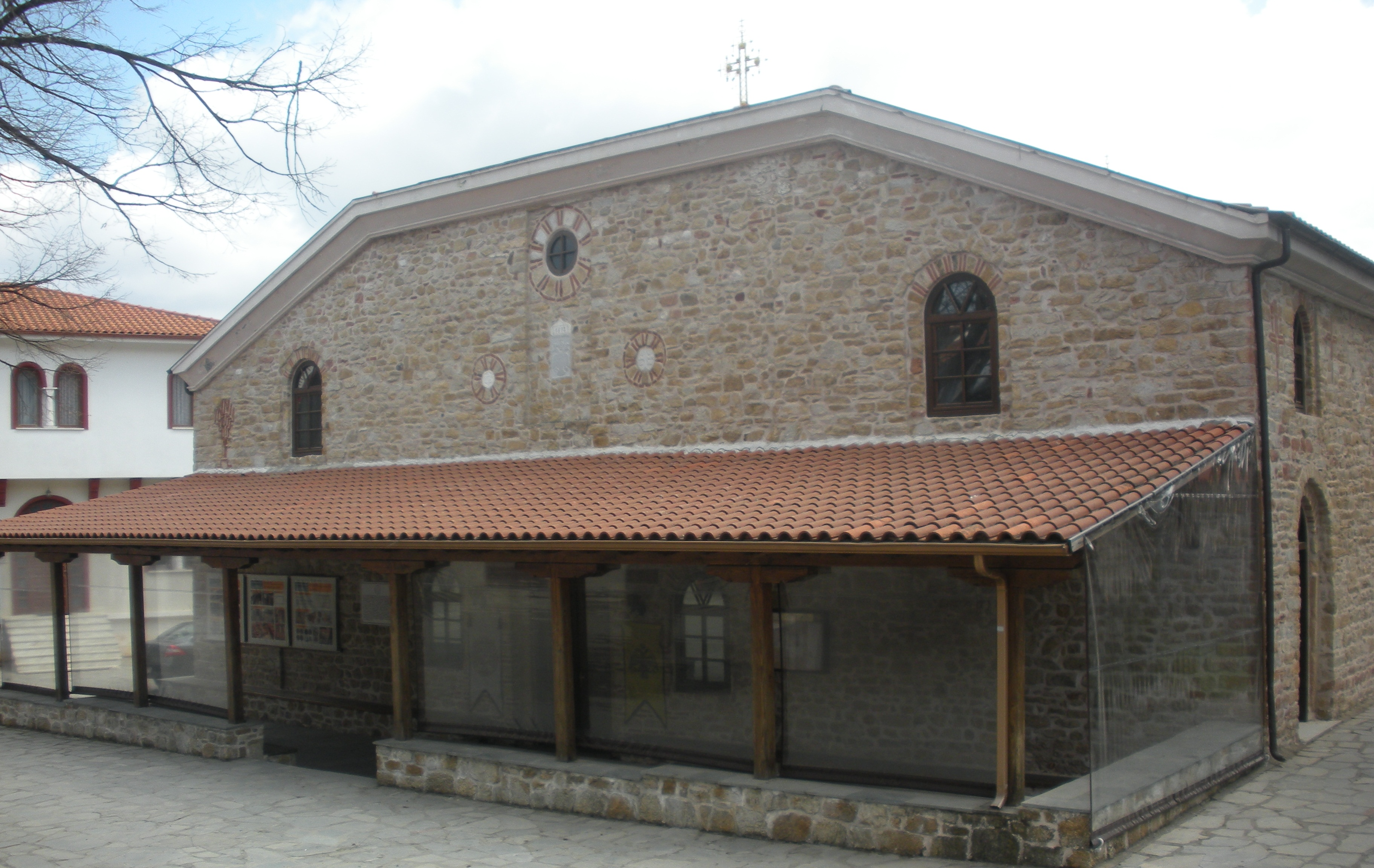
La cathédrale Saint-Étienne d'Arnéa

C'est l'église Saint-Étienne d'Arnéa.

## Les métropolites
- Socrate (Stavridis) : 1911-1944
- Denys (Papanicolopoulos) : 1944-1951
- Cyprien (Poulakos) : 1951-1959
- Paul (Sophos) : 1960-1978
- Nicodème (el) (né Anagnostou à Lisvorio de Mytilène en 1931) : 1981-2012
- Théoclite (ru) (né Athanassopoulos à Tripoli en 1955) : depuis 2012

## Histoire
Le livre des Actes des Apôtres et la tradition locale s'accordent pour indiquer que l'apôtre Paul est passé par Apollonia. Pourtant nous n'avons pas d'autre témoignage d'une présence chrétienne dans la région avant le début du IVe siècle. Les évêques saint Macaire évêque de Iérissos (364), saint Marc évêque d'Aréthuse (365), saint Euthime évêque de Madytos (389) sont les premiers à illustrer le siège épiscopal. Au Xe siècle, l'évêque d'Iérissos prend le titre d'évêque d'Iérissos et de la Sainte-Montagne. Mais ce titre perd son sens en 1313 quand les monastères de la péninsule athonique acquièrent le statut de monastère stavropigiaque, c'est-à-dire de monastère ne dépendant que de l'archevêque de Constantinople. Au XVIIe siècle, le siège de la métropole passe d'Iérissos à Stratoniki (et à Isvoros). Au XIXe siècle, il passe à Arnéa (et à Liaringovi). En 1924, l'évêché devient métropole et en 1934, la nouvelle métropole accueille les territoires et les paroisses de l'ancien évêché supprimé d'Ardaméri.

## Le territoire

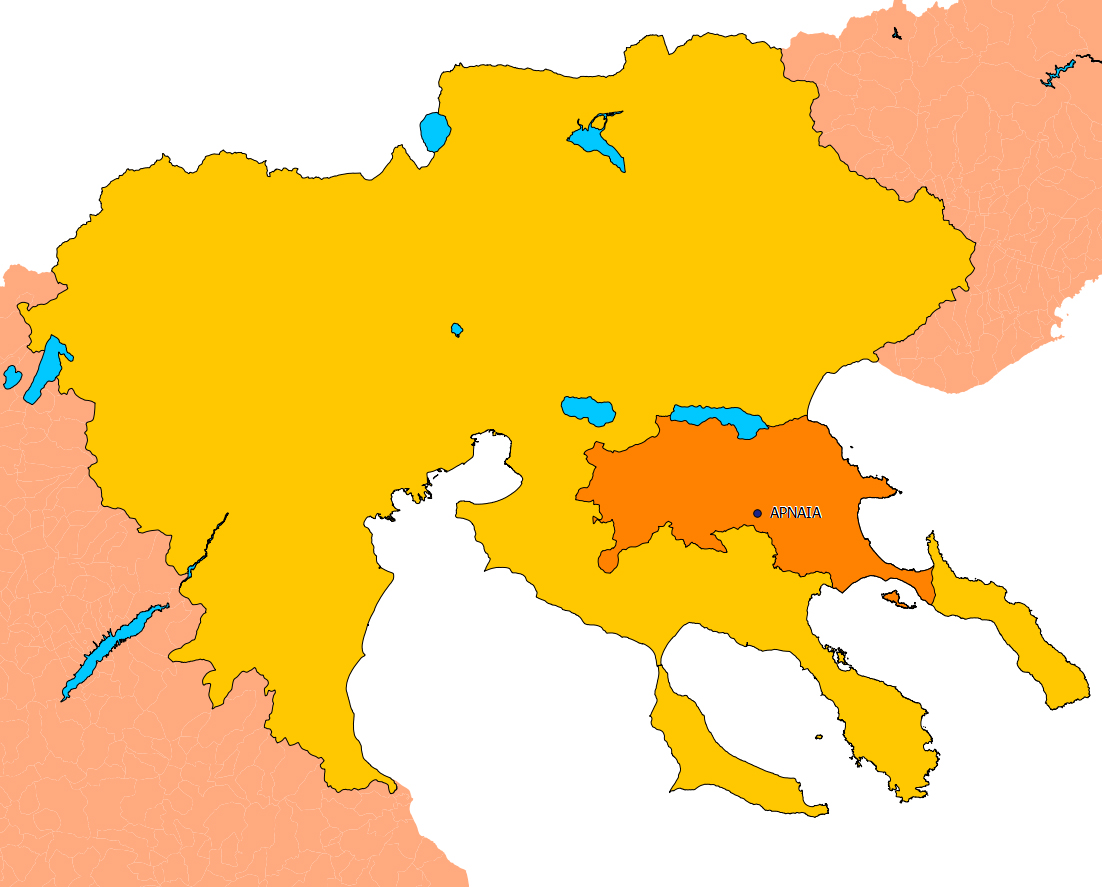
Le territoire de la métropole d'Iérissos, l'un des quatre territoires ecclésiastiques qui recouvrent la Chalcidique

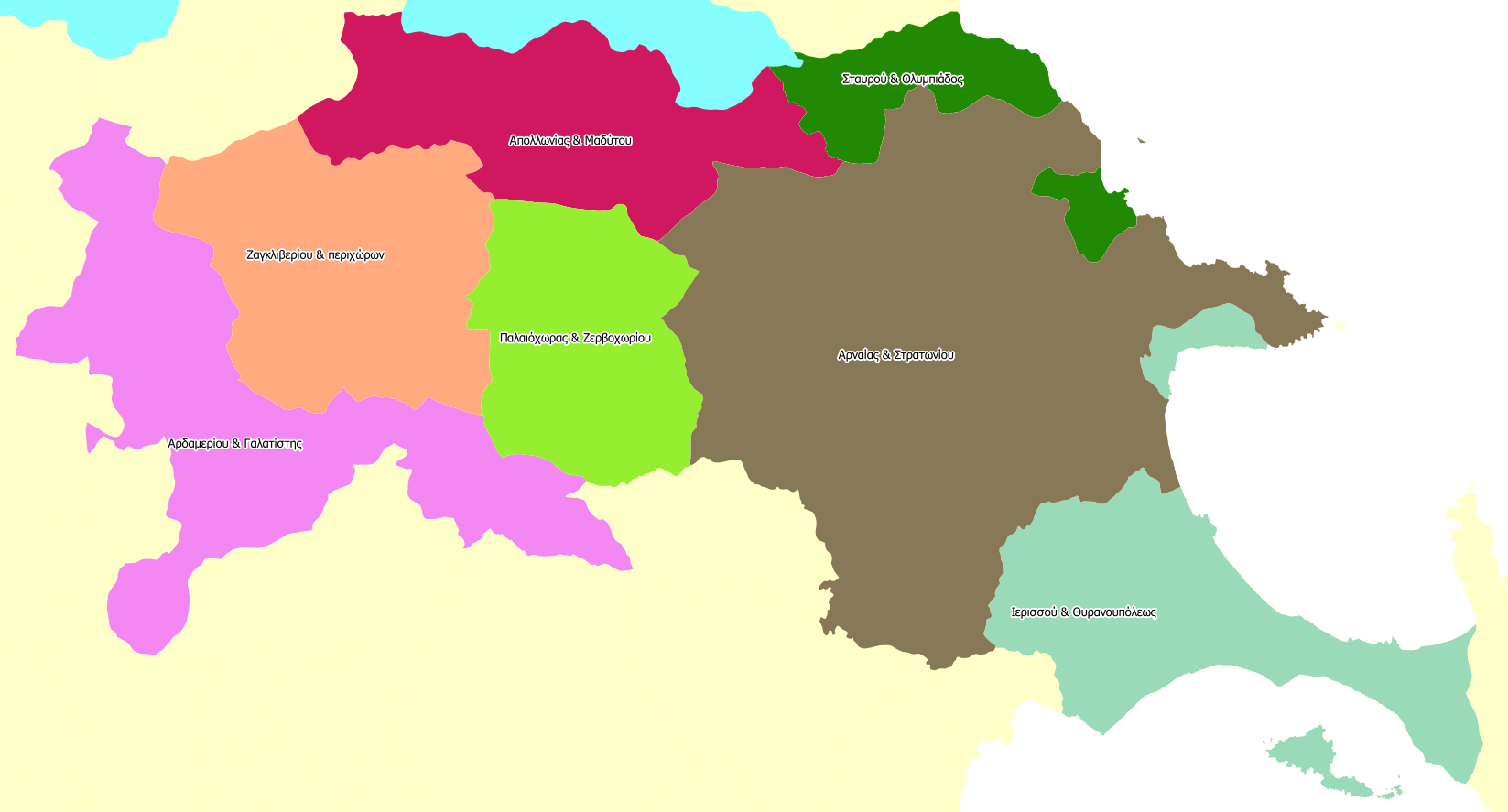
Les doyennés

### 1erdoyenné: Arnéa et Stagire
En gris
- Arnéa (2 paroisses)
- Mégali Panagia (en)
- Stagire
- Stanos
- Stratoniki

### 2edoyenné: Iérissos et Ouranoupoli
En vert céladon
- Amouliani
- Gomáti
- Ierissós (2 paroisses)
- Néa Róda
- Ouranoúpoli
- Stratonion

### 3edoyenné: Ardaméri et Galatista
En parme
- Ardaméri (1 paroisse), district régional de Thessalonique
- Péristéra (1 paroisse)
- Livádi (1 paroisse)
- Ágios Pródromos (1 paroisse) en Chalcidique
- Galatista(2 paroisses)
- Paléokastro (el) (1 paroisse)

### 4edoyenné: Zanglivéri et Zervochorio
En vert citron
- Zanglivéri (1 paroisse), district régional de Thessalonique
- Paléokastro (1 paroisse)
- Kalamoto, Kallíndia (1 paroisse)
- Pétrokérassa, Kallíndia (1 paroisse)
- Saná (1 paroisse) en Chalcidique

### 5edoyenné: Apollonia et Madytos
En rose tyrien
- Néa Apollonía (1 paroisse), district régional de Thessalonique
- Néa Madytos (1 paroisse)
- Péristéronas, Apollonía (1 paroisse)

### 6edoyenné: Stavros et Olympias
En vert sapin
- Stavrós (3 paroisses), district régional de Thessalonique
- Modi (1 paroisse)
- Olympiáda (1 paroisse) en Chalcidique

### 7edoyenné: Palaiochora et les environs
En beige
- Palaiochora
- Géroplatanos
- Marathoussa
- Riza

## Solennités locales
- Fête de saint Étienne (premier martyr).
- Vénération de la sainte Croix du monastère de Xeropotamou, le dimanche des Rameaux à Pétrokérassa.
- Fête de saint Macaire évêque de Iérissos (364).
- Fête de saint Marc évêque d'Aréthuse (365).
- Fête de saint Euthime évêque de Madytos (389).
- Fête de saint Auxence de Stavros, moine (460).
- Fête de saint Euthime le Nouveau, de Péristéri, moine (823-898).
- Fête de saint Mitrophane Stratonique, moine (1610).
- Fête de sainte Acyline de Zanglivéri, néomartyre (1764).
- Fête de saint Sabbas de Stagire, moine et martyr (1821).
- Fête de saint Georges de Gomati, moine (1822).
- Fête de saint Gervais de Gomati, moine (1830).
- Fête de sainte Haïdo de Stavros (1860).

## Sources
- (el) Le site de la métropole : http://www.im-ierissou.gr/
- Diptyques de l'Église de Grèce, édition de la Diaconie apostolique, Athènes (en grec), édition annuelle.
- Wikipédia en grec.